# Walter Peñaloza
Walter Peñaloza Ramella (Lima, 7 de diciembre de 1920 - Ib. 31 de octubre de 2005). Doctor en filosofía, educador peruano reconocido por su contribución a la formación profesional del docente peruano. Hizo sus estudios en el antiguo Colegio Anglo-Peruano, hoy Colegio San Andrés. Trabajando luego como docente del mismo plantel obtuvo el Primer Premio "Gonzáles Prada" 1944, otorgado por la Dirección de Educación Artística Extensión Cultural al mejor trabajo de Filosofía.

## Carrera
Fue Rector de la Universidad Nacional de Educación y docente de otras universidades peruanas y de Venezuela. Inspirador del "Currículo Integral", modelo curricular que promueve una formación en valores, y un mayor contacto entre la universidad y el mundo laboral. 
Su gran aporte a la educación del país lo constituye la reforma en la educación universitaria, entre los que se destacan: 
- La semestralización de los cursos,
- Unificación de la formación de los profesores para inicial, primaria y secundaria.
- Promovió el sistema del crédito universitario para dar una mayor comparabilidad entre los planes de estudios de las universidades. Este sistema se sigue utilizando en las universidades peruanas hasta la fecha.
- Intensificación de las prácticas preprofesionales.
- En 2004, expresó en una distinción de parte de la Universidad Garcilaso, que la Reforma Educativa de Velasco impulsó la universalización de la educación inicial[1]

En 1975 es designado Director del desaparecido diario "La Prensa" y una de sus importantes acciones fue la edición de la revista infantil "Urpi", donde puso en práctica su propuesta de formación de valores. Esta revista fue una revolución de la época, sobre todo en los sectores populares; su acogida era tal que incluso aquellos días que salía el diario se agotaba. Su editora Gladys Pradó, reunió en ella a lo más selecto del arte y la intelectualidad en el campo infantil peruano, llegando a ser reconocido entre las tres más importantes revistas infantiles de la historia latinoamericana.

## Distinciones
- Palmas Magisteriales